# Go Bo Didley
Go Bo Didley (Vamos Bo Didley en Español) es el segundo álbum del músico de rock n roll estadounidense Bo Didley, lanzado en julio de 1959 por Checker Records.
En el 2020 el álbum fue posicionado en el puesto 455 de la lista de los 500 mejores álbumes de todos los tiempos de la revista Rolling Stone, compartiendo el puesto con el álbum Bo Didley.